# المسيحية والتعليم

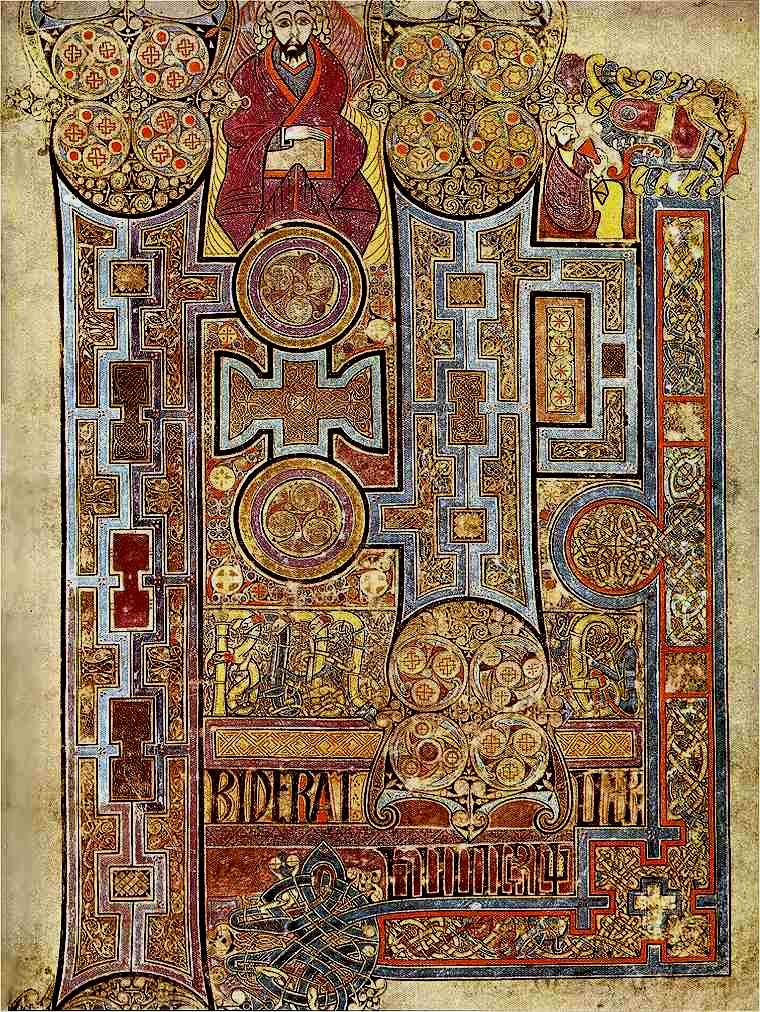
منمنمة لكتاب كيلز ويظهر فيه زخرفة. حافظت الكنيسة على المخطوطات والمعارف القديمة خلال القرون الوسطى.

تعود العلاقة بين المسيحية والتعليم إلى العصور المسيحية المبكرة وقد دعى آباء الكنيسة إلى ضرورة التعليم لكل عضو في الكنيسة، إن كان طفلًا أو معتنقًا للمسيحية، وذلك استنادًا إلى تعاليم الكتاب المقدس. على مر العصور أسست الكنيسة المسيحية أسس النظام التعليمي الغربي. من بدايتها واجهت الجماعة المسيحية تحديات خارجية وداخلية لإيمانها، مما دعا إلى تطوير واستخدام الموارد الفكرية والتربوية من أجل الدفاع عن الإيمان. ويطلق على هذا النوع من الرد اسم اللاهوت الدفاعي هي مجال اللاهوت المسيحي الذي يهدف إلى تقديم أساس عقلاني للإيمان المسيحي والدفاع عنه ضد اعتراضات من خلال فضح العيوب الظاهرة في نظرات عالمية أخرى. وقد أخذت الدفاعيات المسيحية أشكالاً كثيرة عبر القرون، ابتداء من بولس الطرسوسي ومروراً بأوريجانوس وأوغسطينوس، وحتى المسيحية الحديثة من خلال جهود الكاتبين من مختلف التقاليد المسيحية مثل سي. إس. لويس. واستدل الدفاعيون المسيحيون بالأدلة التاريخية، والحجج الفلسفية، والتجريبات العلميّة، والإقناع الخطابي وغيرها من التخصصات.

## تاريخ

### خلال القرون الوسطى

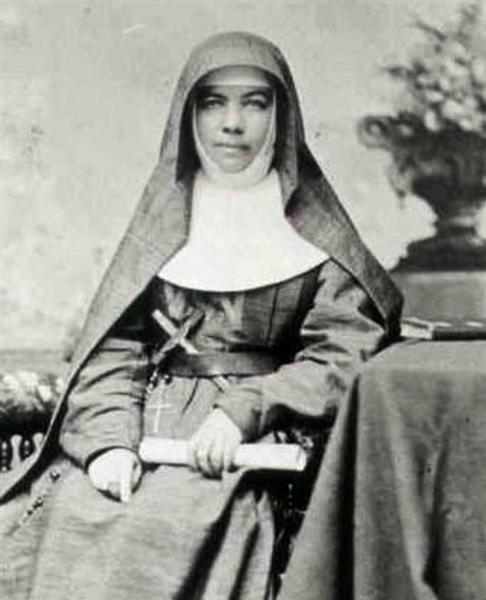
ماري ماكليب، راهبة أسترالية كان لها دور ريادي في تعليم المرأة.

في عام في 530 كتب بندكتس كتاب الحكمة الرهبانية، والذي أصبح نموذجا لتنظيم الأديرة في جميع أنحاء أوروبا. حافظت هذه الأديرة الجديدة على الحرف التقليدية والمهارات الفنية وحافظت أيضًا على الثقافة الفكرية والمخطوطات القديمة داخل مدارسها ومكتباتها. فضلًا عن توفير حياة روحية لرهبانها، كانت الأديرة أيضًا مركز إنتاج زراعي واقتصادي، لا سيما في المناطق النائية، وأصبحت الأديرة إحدى القنوات الرئيسية للحضارة.
قبل القرن الثامن والتاسع، أنشئت مدارس الكاتدرائية لتوفير التعليم الأساسي في قواعد اللغة اللاتينية والعقيدة المسيحية لرجال الدين، وبحلول القرن الحادي عشر برزت هذه المدارس كمراكز للتعليم العالي. بعد إصلاح كلونياك داخل الأديرة الرهبانيّة عام 910، تطورت الأديرة وتوسعت وأصبحت مركز علمي وتكنولوجي. فقدمت الأديرة عدة اخترعات وابتكارات وتم الحفاظ داخل الأديرة على الآداب والمخطوطات والعلوم القديمة. كما وتم بناء داخل الأديرة مدارس ومكتبات. كما وألف الرهبان في أديرتهم عدد من الموسوعات المتخصصة بالمسيحية ومواضيع أخرى، وألّف القديس ايسيدورو من إشبيلية، أحد أهم علماء العصور الوسطى، موسوعة شاملة أُعتبرت إحدى أهم معارف القرون الوسطى.
ظهرت خلال القرون الوسطى مدارس قرب الكنائس والكتدرائيات، ودعيت بمدارس الكاتدرائية. وكانت هذه المدارس مراكز للتعليم المتقدم، وبعض من هذه المدارس أصبحت في نهاية المطاف الجامعات الأولى في الغرب. مع ظهور مدارس الكاتدرائية في أوائل القرون الوسطى تحولت هذه المؤسسات إلى مراكز تعليم متقدمة، ومتطورة في كثير من الأحيان وشكلت نقطة انطلاق لكثير من الإنجازات في أوروبا الغربية وأُعتبرت مدرسة كاتدرائية شارتر أكثر المدارس شهرةً وتأثيرًا. وكانت الجامعات المسيحية في العصور الوسطى في دول أوروبا الغربية، قد شجعت حرية البحث وخرّجت مجموعة كبيرة ومتنوعة من العلماء والفلاسفة. وتعتبر جامعة بولونيا ذات الأصول المسيحية أقدم جامعة في العالم.

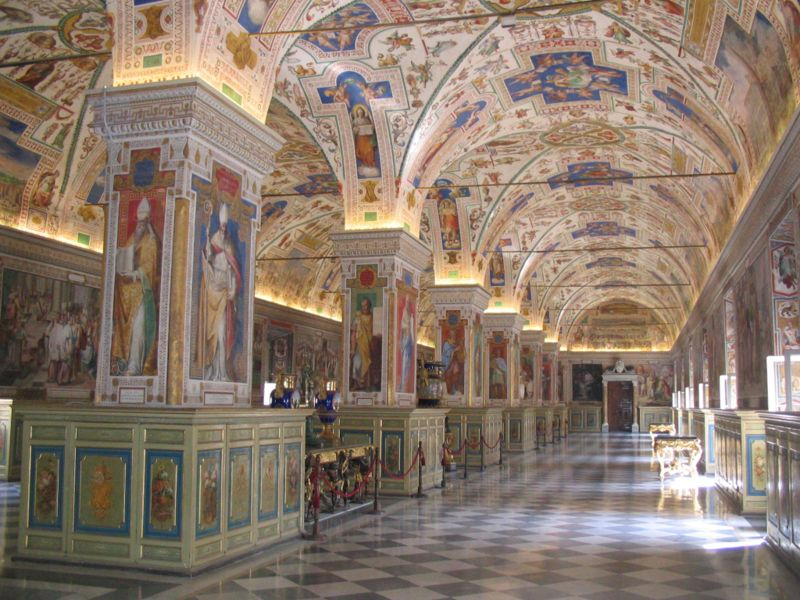
القاعة الرئيسية لمكتبة الفاتيكان، وهي إحدى أقدم وأكبر المكتبات في العالم وتحوي على مجموعة مخطوطات تاريخية مهمة.

ثمة تطور آخر في تاريخ التعليم المسيحي وكان من خلال تأسيس الجامعات. ويمكن تتبع أصول الجامعة إلى القرن الثاني عشر، وبحلول القرن الثالث عشر وصلت الجامعة في العصور الوسطى إلى شكلها المعروف حاليًا. تم تأسيس الجامعات خلال العصور الوسطى في جميع أنحاء أوروبا وانتشرت من هناك إلى القارات الأخرى بعد القرن 16. حلّت الجامعات محل مدارس كاتدرائية كمراكز للدراسات المتقدمة وكانت هذه الجامعات مرتبطة بالكنيسة والمؤسسة المسيحية، طورّت الجامعات ذات الأصول المسيحية: أساليب تدريس لمحاضرات ومناظرات، والعيش المشترك في الكليات ومساكن الطلبة، والقيادة المتغيرة دوريًا لعميد المنتخبين، والبنية الداخليّة وفقًا للكليات وفكرة الدرجات الأكاديمية. قدمت الجامعات تدريس في الفنون فضلًا عن دراسات متقدمة في تخصصات القانون والطب، والأهم من ذلك اللاهوت. العديد من علماء الدين ذووي الأثر على الفكر المسيحي والغربي قد ارتبط اسمهم مع الجامعات منهم على سبيل المثال القديس والفيلسوف توما الأكويني.
خلال القرن الثالث عشر ظهرت الرهبانية الفرنسيسكانية والدومينيكان، وكان لهم أثر كبير في نشر المعرفة في المناطق الحضرية. وطور هؤلاء من أساليب التعليم في مدراس الكاتدرائية. ولعلّ أهم اللاهوتيين الدومينيكان توما الأكويني الذي عمل في عدة جامعات، وأنجز مؤلفات في الفلسفة وفي الفكر الأرسطي والمسيحية.

### عصر النهضة

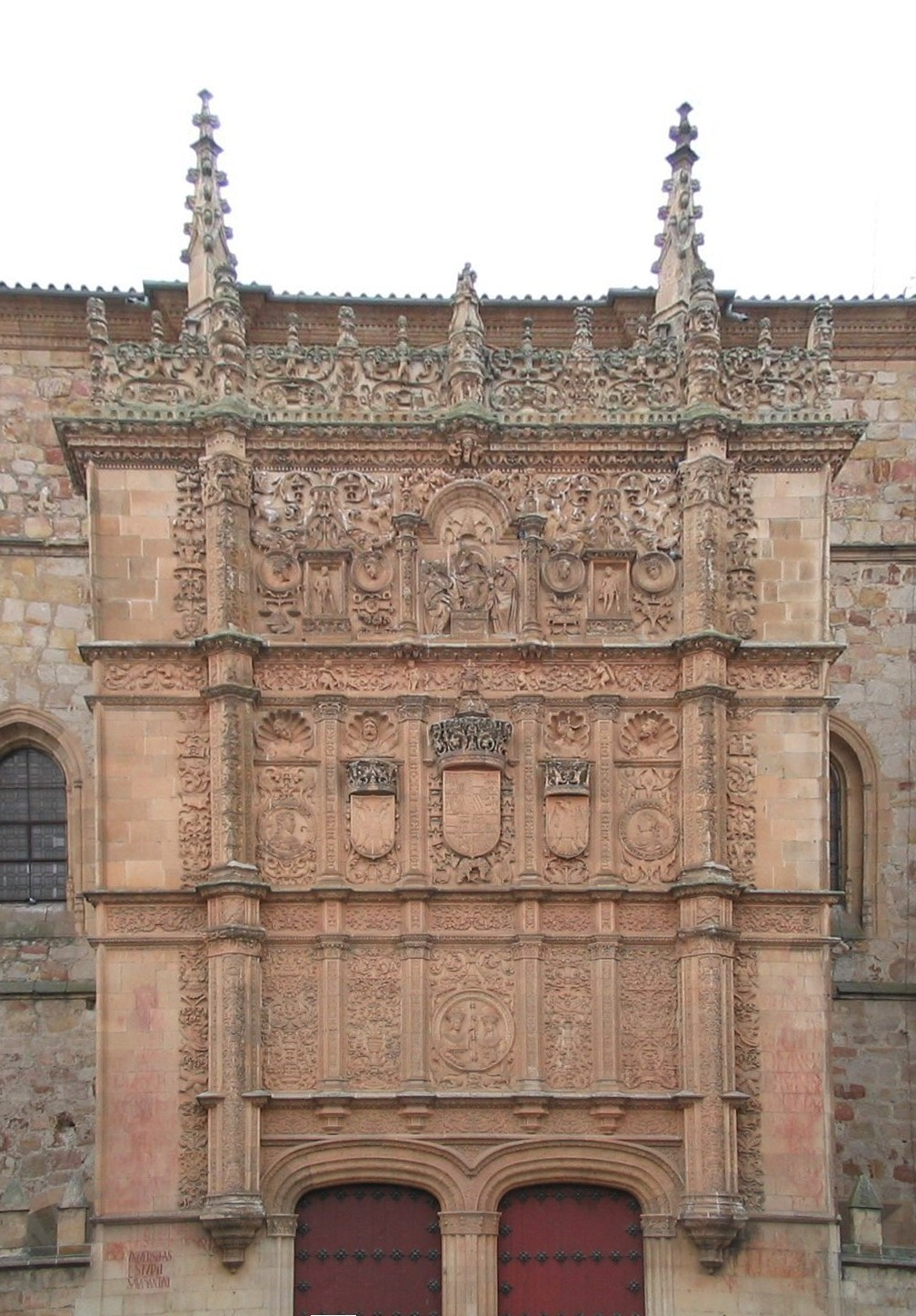
مدرسة سالامانكا، كانت معقل اللاهوتين والمفكرّين الإسبان والبرتغاليين ومنارة اللاهوت والفلسفة المسيحية خلال عصر النهضة.

حافظ الباباوات على حفظ العلوم والفكر، إذ أٌفتتحت مكتبة الفاتيكان التي ضمت أعدادًا هائلة من المخطوطات والكتب النفيسة خصوصًا إثر سقوط القسطنطينية بيد السلطان محمد الفاتح العثماني، وتهريب نفائس المدينة وكنوزها نحو أوروبا. وتعتبر مكتبة الفاتيكان مركزًا لعلوم اللاهوت، القانون، الفلسفة، الشعر، والتاريخ،
أسسّ إغناطيوس دي لويولا الأسباني جمعية اليسوعيين في عام 1540. وأُعتبر اليسوعيين نخبة المجتمع الأوروبي وعمل عدد منهم كمربين للملوك في الدول الكاثوليكية. ومع افتتاح عصر التبشير وصل اليسوعيين إلى الهند واليابان والصين وكندا وأميركا الوسطى والجنوبية وأستراليا وبنوا عدد كبير من المؤسسات التعليمية. وخرّجت مدارسهم وجامعتهم نخبة وصفوة المجتمعات الغربية. كما وأسس القديس جان باتيست دي لاسال رهبانية إخوة المدارس المسيحية أو الفرير عام 1684 في مدينة رانس في فرنسا، وأدارت الرهبانية مدارس ابتدائية وثانوية ومدارس داخليّة وكليات ومعاهد لتدريب المعلمين فادّى ذلك إلى رفع مستوى التعليم في الغرب.
سيطرت أيضًا الرهبنة الدومينيكانية والتي أسسها القديس دومينيك عام 1215 على الحياة الفكرية والعلميّة في العالم الكاثوليكي، فكانت مثلًا جامعة السوربون تحت نفوذهم فضلًا عن جامعة بولونيا وجامعة سلامنكا التي خرجّت وعلّم فيها عدد هام من كبار اللاهوتيين والفلاسفة المسيحيين. كما وبنى الرهبان الدومينيكانيين عدد كبير من من المدارس والجامعات في أمريكا اللاتينية وآسيا ولعلّ أبرزها جامعة سانتو توماس في الفلبين التي تعد من أفضل الكليات في العالم والجامعات وذلك وفقًا للتصنيف الأكاديمي لجامعات العالم.
أدّى ظهور النزعة الإنسانية والإصلاح البروتستانتي، فضلًا عن الإصلاحات التي بدأها بعض أعضاء الهيئة التدريس الجامعية، إلى خلق وضعًا جديدًا لجميع أنظمة التعليم، وخاصًة الجامعات. طالب الإنسانيين خطط جديدة لتوفير الأماكن المخصصّة للبحوث الحرّة في الأكاديميات التي كانت تسيطر عليها المؤسسة الكنسيّة والدولة. من ناحية أخرى، ازداد تأسيس الجامعات في الدول البروتستانتية مما زاد من التنافس العلمي وتطوير المناخ العلمي والأكاديمي من هذه الجامعات الجديد؛ كانت جامعة ماربورغ في عام 1527، كونيجسبيرج عام 1544، وجامعة جينيف في عام 1558. وعلى الطرف الآخر استمر اليسوعيون في قيادة الجامعات القديمة في العالم الكاثوليكي داخل أوروبا وخارجها.

### العصور الحديثة
وجدت دراسة الدين والتعليم حول العالم قامت بها مركز بيو للأبحاث عام 2016 أنَّ المسيحيون هم المجموعة الدينيَّة الثانية الأكثر تعليمًا في العالم بعد اليهود، فيما يُعد كل من المسلمون والهندوس الأقل حصولاً على تعليم رسمي وذلك وفقًا لدراسة ديمغرافية شملت 151 بلدًا عن تباين التعليم بين الأديان ومسح استند على بيانات متوفرة عن فئة متوسط العمر فيها 25 سنة وما فوق.
وفقًا للدراسة يتصدر المسيحيين المرتبة الثانية كأكثر الجماعات الدينية تعليمًا، إذ تصل معدل سنوات الدراسة للمسيحي في العالم حوالي 9.3 سنة، وهو أعلى من المعدل العام الذي يبلغ 7.7 سنة، بالمقابل تصل معدل سنوات الدراسة لليهودي في العالم حوالي 13.4 سنة، ويصل معدل سنوات الدراسة للملحدين واللادينيين حوالي 8.8 سنة، أما المسلمون والهندوس فيصل معدل سنوات الدراسة حوالي 5.6 سنة. في المجمل يُعد المسيحيين من الجماعات الدينيَّة الأكثر تعليمًا في العالم، إذ أنَّ الغالبية العظمى (91%) من المسيحيين الذين تتراوح أعمارهم من 25 وما فوق حصلوا على التعليم الرسمي، وحصل حوالي 67% منهم على تعليم ثانوي، كما أن حوالي خُمس المسيحيين في العالم يحملون شهادات جامعية وهي ثاني أعلى نسبة بعد اليهود.
في عام 2010 تحصَّل الأغلبيَّة الساحقة من مسيحيين أمريكا الشمالية وأوروبا (98% أو أكثر) على التعليم الرسمي، وكذلك الحال بالنسبة لمسيحيين أمريكا اللاتينية وآسيا وأوقيانوسيا (90% أو أكثر). في المقابل فإن حوالي 30% من مسيحيين أفريقيا جنوب الصحراء لم يحصل على أي شكل من أشكال التعليم الرسمي. ويعتبر مسيحيين أمريكا الشمالية المجموعة المسيحية الأكثر تعليمًا مع معدل سنوات دراسة يصل إلى 12.7 سنة، يليهم مسيحيين أوروبا (10.8 سنة)، وآسيا وأوقيانوسيا (9.4 سنة)، ومسيحيين أمريكا اللاتينية (7.3 سنة)، ومسيحيين الشرق الأوسط وشمال أفريقيا (7.3)، ومسيحيين أفريقيا جنوب الصحراء (6.0 سنة).
يُذكر أن الدراسة وجدت أنه لدى المسيحيين في المجتمعات والدول التي يشكل فيها المسيحيين الغالبيَّة معدل سنوات دراسة مرتفع، ويتصدر مسيحيين ألمانيا (13.6 سنة) ومسيحيين نيوزيلندا (13.5 سنة) ومسيحيين ليتوانيا (13.0 سنة) المجتمعات المسيحية الأكثر تعليمًا. تشير الدراسة أنَّ ارتفاع المستوى التعليمي للمسيحيين في العديد من الدول يعود لعدة أسباب منها قيام الرهبان المسيحيين في الشرق الأوسط وأوروبا في بناء المكتبات والمطابع، حيث قاموا في الحفاظ على الثقافة الفكريَّة والمخطوطات القديمة داخل مدارسها ومكتباتها، وفي كثير من الحالات، تطورت هذه الأديرة المسيحية إلى جامعات مرموقة. تأسست جامعات أخرى، ولا سيَّما في الولايات المتحدة وأوروبا، بنيت من قبل الطوائف المسيحيَّة المختلفة لتثقيف رجال الدين وأتباعها. وعلى الرغم من أنَّ معظم هذه المؤسسات أصبحت لاحقًا علمانية في التوجه، ولكن وفقًا للدراسة فإن وجود هذه المؤسسات قد يساعد في تفسير سبب كون السكان في الولايات المتحدة وأوروبا حاصلين ومؤهلين على تعليم عالي.
وفقًا للدراسة يتصدر المسيحيين المرتبة الثانية كأكثر الجماعات الدينية الحاصلة على تعليم عال أو تعليم جامعي، أمَّا من حيث العدد بغض النظر عن النسب المئوية فإن المسيحيين يحلّون في المرتبة الأولى من حيث عدد حملة الشهادات الجامعيَّة. ولدى مسيحيين أمريكا الشمالية أعلى نسب من حيث التوجه للتعليم العالي والحصول على الشهادات الجامعيَّة (38%)، في أنَّ حوالي رُبع مسيحيين أوروبا وآسيا وأوقيانوسيا والشرق الأوسط وشمال أفريقيا من حملة الشهادات الجامعيَّة، بالمقابل حوالي 13% من مسيحيين أمريكا اللاتينية و6% من مسيحيين أفريقيا جنوب الصحراء من حملة الشهادات الجامعيَّة.
بين المجتمعات المسيحيَّة المختلفة يتصدر مسيحيي سنغافورة على أعلى نسب من حيث التوجه للتعليم العالي والحصول على الشهادات الجامعيَّة (67%)، يليهم مسيحيين إسرائيل (63%)، ومسيحيين جورجيا (57%)، ومسيحيين ليتوانيا (53%)، ومسيحيين كندا (52%)، ومسيحيين إستونيا (46%)، ومسيحيين نيوزيلندا (41%)، ومسيحيين كوريا الجنوبية (40%)، ومسيحيين الولايات المتحدة (36%).
يتفوق المسيحيون تعليميًا (مع متوسط سنوات دراسة 6.0 سنة) في مناطق أفريقيا جنوب الصحراء على المسلمين (مع متوسط سنوات دراسة 2.6 سنة)، وعزا بعض علماء الاجتماع ذلك إلى جوانب تاريخية مثل الأنشطة التبشيرية المسيحية خلال فترات الاستعمار الغربي، ويشير روبرت د. ودبيري عالم اجتماع في جامعة بايلور أن للمُبشرين البروتستانت في أفريقيا «كان لهم دور فريد في نشر التعليم الشامل» بسبب الأهمية الدينية لدراسة وقراءة الكتاب المقدس، حيث قام المُبشرين في ترجمة الكتاب المقدس للغات المحليَّة وفي إنشاء المدارس لتعزيز معرفة القراءة والكتابة، ويشير ناثان نان أستاذ الاقتصاد في جامعة هارفارد أنَّ التعليم «هو المكافأة الرئيسية قبل المبشرين لجذب الأفارقة للمسيحية». كما وشجع المبشرين البروتستانت على تعليم المرأة ومحو الأمية بين النساء.
الفجوى بين متوسط الدراسة بين الرجال المسيحيين (9.5 سنة) وبين النساء المسيحيات (9.1 سنة) قليلة (0.4) بالمقارنة مع الجماعات الدينية الأخرى. في العديد من الدول تعتبر النساء المسيحيات أكثر تعلمًا من الرجال خصوصًا في أوروبا وأمريكا الشمالية، على سبيل المثال في عام 2010 حصلت حوالي %43 من الشابات المسيحيات في أوروبا على الشهادات الجامعيَّة بالمقارنة مع 30% من الشباب المسيحيين، وحصلت حوالي 44% من الشابات المسيحيات في أمريكا الشمالية على الشهادات الجامعيَّة بالمقارنة مع 34% من الشباب المسيحيين. يعود ارتفاع نسب المتعلمين بين النساء المسيحيات لعدة أسباب حيث تشير الدارسة أن واحدة من الأسباب هي تشجيع المصلحين البروتستانت أمثال مارتن لوثر وقادة حركة التقوية المسيحيَّة على تعليم وتثقيف المرأة مما أدى إلى محو الأمية بين النساء في المجتمعات البروتستانتية في وقت مبكر. وفي بحث قامت به جامعة ميونخ لبيانات بالنسبة للتعليم في البلدان الأوروبية يعود لعام 1970، وجد أنَّ البلدان ذات النسبة العالية من البروتستانت فيها تكافؤ ملحوظ بين الرجال والنساء في سنوات التعليم.

## الطوائف المسيحية والتعليم

### الكنيسة الأرثوذكسية
لعبت الكنيسة الأرثوذكسية أدوارًا مماثلة في التعليم، وكان لها تأثير كبير على اللغات واللسانيات وعلم النحو؛ فمثلًا أوجد الراهب الأرمني ميسروب ماشدوتس الأبجدية الأرمنية، ووضع القديسين كيرلس وميثوديوس الأبجدية الكيريلية. كما تطور علم قواعد اللغات خاصةً تلك التي اكتسبت أهمية دينية خاصة مثل اللغة اللاتينية التي أعتبرتها الكنيسة الكاثوليكية لغة مقدسة واللغة اليونانية في الكنيسة الأرثوذكسية الشرقية واللغة السريانية للكناس ذات التراث السرياني؛ وعُرف القديس أفرام السرياني كأحد رواد تطور هذه اللغة. أمّا في المجال التعليمي فقد دعمت الكنيسة التعليم في الإمبراطورية البيزنطية، فأنشأت المدارس والمعاهد وأهمها جامعة القسطنطينية التي كانت تُدرّس الفلسفة والقانون والطب ونحو اللغة اللاتينية واليونانية وبلاغتها، في حين نشطت المدارس الأكاديمية الفلسفيّة والفلكيّة في الإسكندرية وأهمها مدرسة الإسكندرية المسيحية. وبنيت أيضًا المدارس الرهبانية التي ركزت على الكتاب المقدس واللاهوت والليتورجيا، لكنها تضمنت أيضًا تعليم نصوص أدبية وفلسفية وعلمية في المناهج الدراسية، وبذل الرهبان الأرثوذكس جهودًا في نسخ المخطوطات الكنسية، وكتب الأدب القديمة. أدى سقوط القسطنطنية والتي كانت المدينة الرائدة في العالم المسيحي من حيث الحجم والثراء والثقافة، إلى هروب وهجرة العلماء البيزنطيون والرهبان الأرثوذكس إلى أوروبا الغربية حاملين معهم العلوم والفكر اليوناني والبيزنطي والتي كانت إحدى الأسباب الرئيسية في احياء الآداب اليونانية القديمة والدراسات النحوية والأدبية والعلميّة في إيطاليا مطلع عصر النهضة ومن ثم كافة أنحاء أوروبا.
كان لكهنة الكنيسة الأرثوذكسية الشرقية بعد سقوط القسطنطنية فضل في نشر التعليم، وقد أعتبروا التنويريين والمربين لمجتمعات أوروبا الشرقية، فقد كان لرجال الدين وأسرهم دور في محو الأمية في أوروبا الشرقية. ونشروا أيضًا علم النحو وعملوا على ترجمة الكتب والمؤلفات إلى اللغات السلافية. وصدرت أول الصحف في أوكرانيا بدعم من الكنيسة.
وقد لعبت أيضًا زوجات وبنات الكهنة أدورًا هامة في رفع المستوى التعليمي لدى المرأة في مجتمعات شرق أوروبا. كذلك كان الأمر بالنسبة لإكليروس أوكرانيا الغربية الكاثوليكي الشرقي، إذ شكّل رجال الدين وأبناؤهم سلالات كهنوتية لعبت أدواراً هامة في الثقافة والتعليم ورفع مستوى التعليم والجامعات والاقتصاد وقادت المجتمع الأوكراني غربي.

### الكنائس المسيحية السريانية

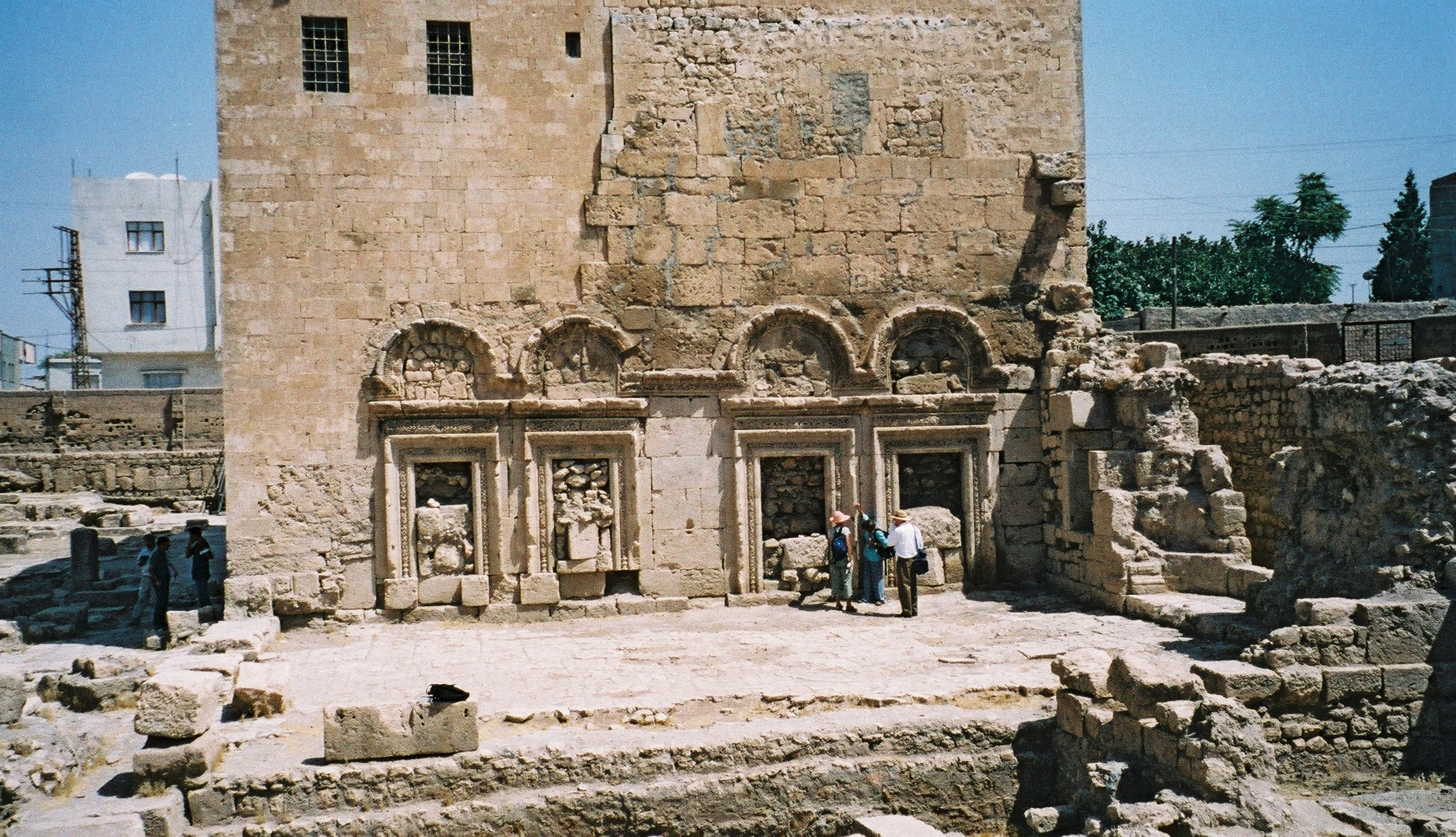
أنقاض كنيسة مار يعقوب في نصيبين، أصبحت نصيبين ومدرستها مركز لاهوتي وفلسفي هام.

تأسس في الشرق المسيحي العديد من المدارس التي علّمت اللاهوت والفلسفة والتي أضحت من أهم معاهد التعليم الديني في العالم المسيحي الشرقي.
منها على سبيل المثال لا حصر مدرسة الإسكندرية التي أسسها مرقس، والتي أصبحت من أهم معاهد التعليم الديني في المسيحية. تعلّم في هذه المدرسة كثير من الأساقفة البارِزين من مختلف أنحاء العالم، كما درّس فيها العديد من العلماء المسيحيين وآباء الكنيسة؛ لم يكن التعليم محصورًا على الأمور اللاهوتية، بل درّت أيضاً علوم أخرى كالعلوم والرياضيات وعلوم الاجتماع.
من المدارس اللاهوتية يُذكر أيضًا مدرسة مدرسة نصيبين (بالسريانية: ܐܣܟܘܠܐ ܕܢܨܝܒܝܢ)‏، وهي مدرسة لاهوتية مسيحية سريانية نشأت في مدينة نصيبين (حالياً في تركيا). يعود تاريخ تأسيسها إلى سنة 350 وذلك عندما سقطت مدرسة الرها بيد الساسانيين ما حدا بأفرام السرياني ومجموعة من تلاميذه إلى النزوح إلى نصيبين، فأسسوا مدرسة لاهوتية فيها. كما علا شأن هذه المدرسة عندما أمر الإمبراطور البيزنطي زينون بإغلاق مدرسة الرها نهائيًا فانتقل أساتذتها إلى نصيبين حتى أصبحت تلقب بأول جامعة في التاريخ. وكانت للمدرسة حينئذ ثلاث أقسام تهتم باللاهوت والفلسفة والطب.
في حين يرجع تاريخ تأسس مدرسة الرها (بالسريانية: ܐܣܟܘܠܐ ܕܐܘܪܗܝ)‏، وهي إحدى المدارس اللاهوتية ذات المكانة المرموقة في العلوم الدينية المسيحية، إلى القرن الثاني الميلادي من قبل سلالة الأباجرة الذين حكموا مدينة الرها (شانلورفا حاليًا)، إلا أنها تعد بذلك أقدم مدرسة لاهوتية مسيحية. يُعد أفرام السرياني من أبرز من علّموا فيها، حيث كانت له صومعة بمدينة الرها؛ غير أنه نزح عنها بعد سقوطها بيد الساسانيين سنة 363 إلى مدينة نصيبين فأسس فيها مدرسة نصيبين. كُتبت في هذه المدرسة أطروحات أفراهاط (بالسريانية: ܐܦܪܗܛ)‏ بأوائل القرن الرابع والتي تتميز بخلوها من التأثيرات اليونانية، والنسخة السريانية من إنجيل الدياسطرون. ومن المدارس التي تركت تأثيراً على اللاهوت المسيحي الشرقي مدرسة جنديسابور التي أفتتحت لتدريس الطب، والفلسفة، واللاهوت والقانون الكنسي وعرفت بكثرة علماء الدين واللاهوتيين فيها، الذين تركوا مؤلفات هامة حول الدراسات المسيحية والليتورجيا.

### تأثير الإصلاح البروتستانتي

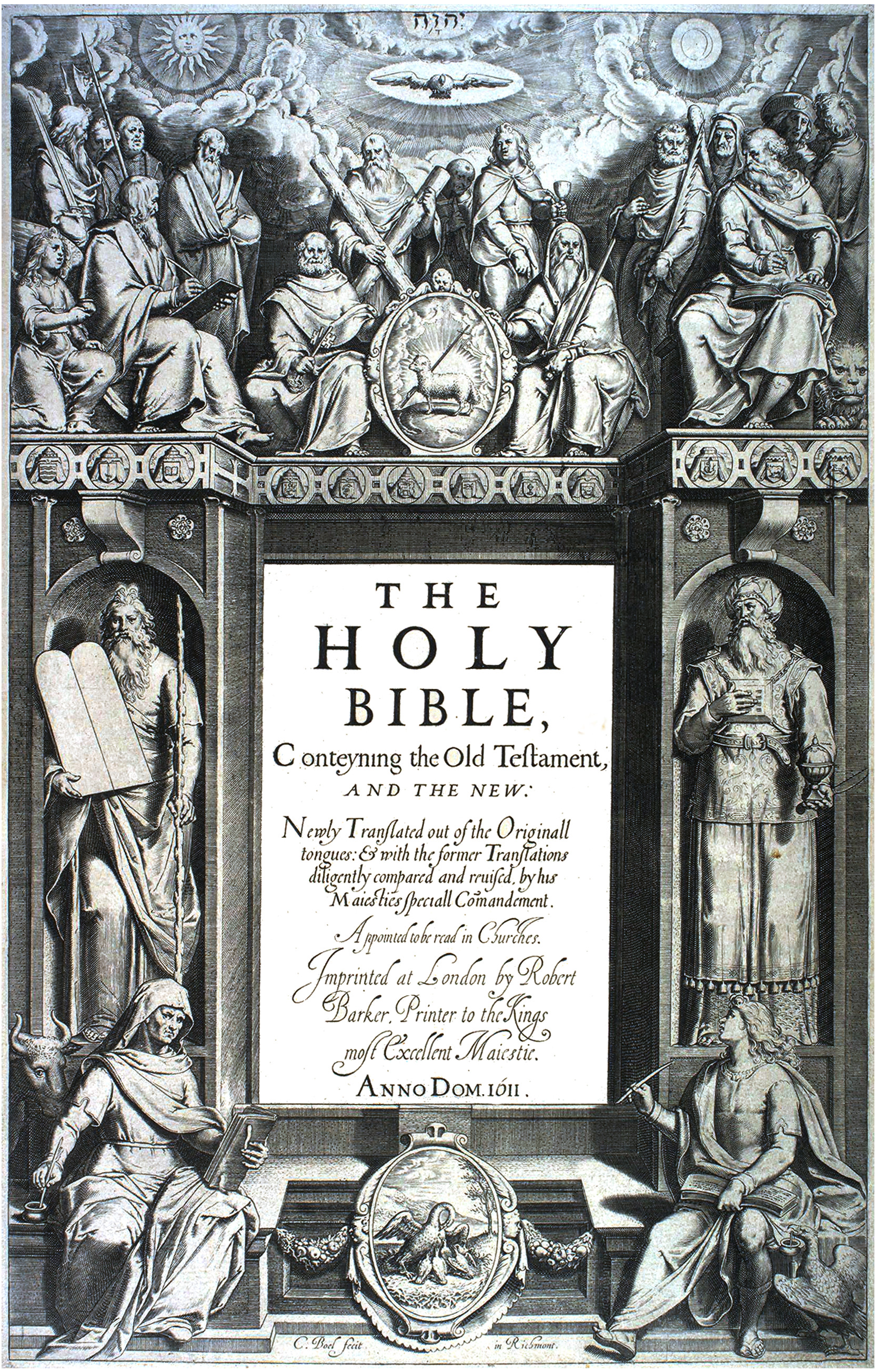
صفحة من طبعة الكتاب المقدس للملك جيمس، وهي من أهم الأعمال الأدبية في الحضارة الغربية.

كان لنشوء البروتستانتية دور هام في تحسين مستوى التعليم ونشر المعرفة، ودعا مارتن لوثر إلى حق الفرد في تفسير الإنجيل، وشجّع على قراءة ودراسة الكتاب المقدس. كان للبروتستانتية دور في إدخال الاجتهاد والتفكير الحر على الفكر الغربي، فقد قام مارتن لوثر بترجمة جديدة للكتاب المقدس من اليونانية إلى الألمانية فأُعتبر ذلك العمل الضخم حجر الأساس في تاريخ الأدب الألماني.
شدّد المصلحين البروتستانت كل من مارتن لوثر وجان كالفن وغيرهم على أهمية التعليم. في عام 1578 أصدر مجلس الكنائس البروتستانتية الفرنسية منشور يجبر فيه الوالدين تعليم أبناءهم إذ رأى المصلحون البروتستانت في أهمية التعليم داخل الأسرة باعتبارها الوحدة الأساسيّة لتعزيز الاعتقاد الديني، والاستقرار الاجتماعي، لذلك طالبوا بتوجه المزيد من الاهتمام للأطفال ولتعليمهم ومحاولة نشر القراءة والكتابة حتى يتسنى للجميع قراءة الكتاب المقدس، وبالتالي فان الدول البروتستانتية كانت تولي أهمية للتعليم في المنزل وللحياة المنزليّة وفي كيفية الاعتناء بها.

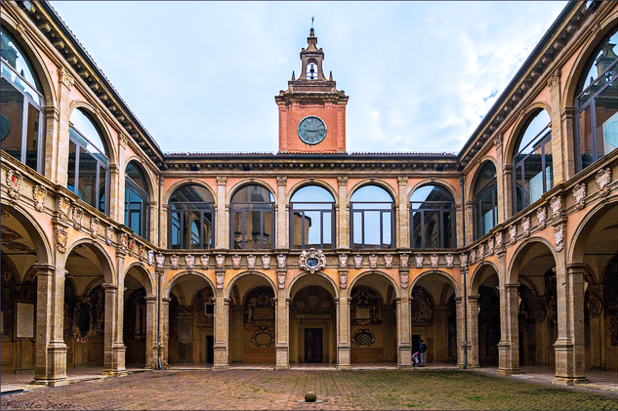
جامعة بولونيا أقدم جامعة في أوروبا بدأت كمدرسة كاتدرائية.

كان أيضًا لطبعة الكتاب المقدس للملك جيمس، تأثير قوي، لا في أميركا أو بريطانيا فقط، بل في أي مكان وصلت إليه اللغة الإنكليزية، أي جميع المستعمرات بما فيها كندا وأستراليا ونيوزيلندا والدول الأفريقية المتحدثة بالإنكليزية. وقد أثرت الطبعة في شعر جون ميلتون وخطب مارتن لوثر كينغ. وبما أن إنجيل الملك جيمس هو مراجعة لترجمة ويليام تيندال وغيره من مترجمي القرن السادس عشر فإنه لا يعتبر ترجمة جديدة بحد ذاته بل هو تصاهر بين أفضل الترجمات التي سبقته. مع ظهور الإصلاح البروتستانتي كان هناك توجه واسع النطاق للتعليم لأنه كان مطلوب من الاصلاحيين أن يكونوا قادرين على قراءة الكتاب المقدس. فقد قال لوثر أنه من الضروري للمجتمع تعليم شبابها. ورأى أنه كان من واجب السلطات المدنية إجبار رعاياهم لإبقاء أطفالهم في المدرسة.
ونتيجة لأهمية التعليم فقد بنيت بالقرب من الكنائس مدارس، ومنها مدارس للبنات، إذ دعا المصلحون البروتستانت أيضًا لتعليم المرأة. وكان أيضًا للتطهريين في الولايات المتحدة شأن هام في إفساح المجال للمرأة في التعليم.
إتبعت المدارس والجامعات البروتستانتية خط مختلط عن المنهاج الكاثوليكي. فقد شددت المؤسسات التعليمية البروتستانتية على إرساء القيم البروتستانتية من الانضباط، والتعلّم والمعرفة. وشدّدت فيه على احياء اللغات الوطنية، فتطور علم النحو والقواعد للغات الأوروبية، وكان مركز اهتمامهم تعليم ودراسة الكتاب المقدس.

## التبشير والتعليم

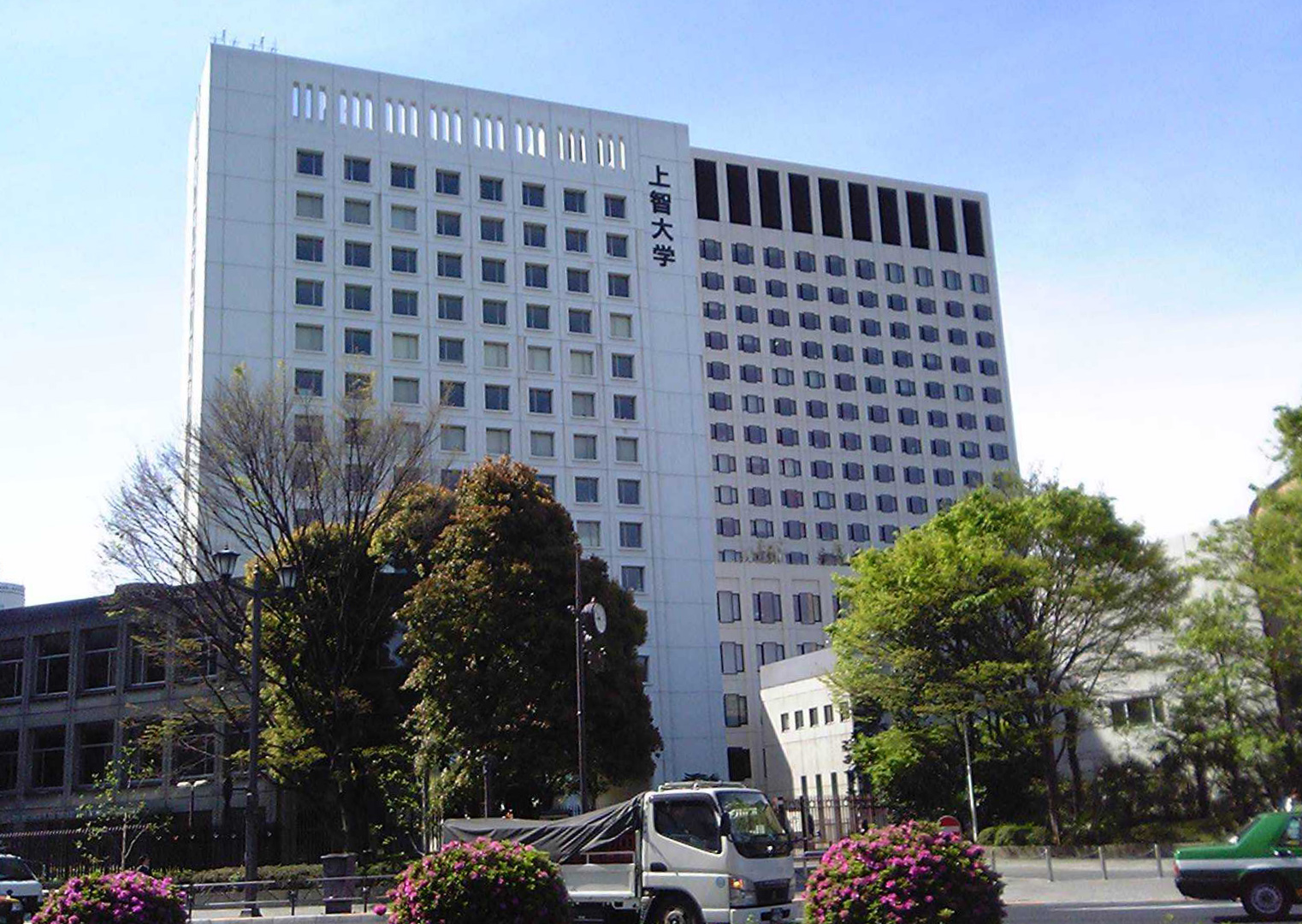
مدخل جامعة صوفيا في اليابان.

لقد أدرجت كل من الكنيسة الكاثوليكية والبروتستانتية التعليم كجزء أساسي من التبشير. أولى الرهبانيات التي وضعت التعليم العالي في صدارة برنامجها التبشيري كانت الرهبنة الدومينيكانية. يُظهر التاريخ أنه خلال التبشير، كان يتم فتح مدارس من قبل المبشرين الكاثوليك والبروتستانت، وكانت مهمة التعليم المسيحي ذات شقين؛ أولاً، كان وظيفتها إرساء أساس تعليم العقيدة المسيحية للتبشير بين الشعوب غير المسيحية من خلال تشكيل نظام تعليمي لجميع المستويات من المدرسة الثانوية إلى الجامعة. وثانيهما، رعاية تعليم المستوطنين الأوروبيين. تشابكت إلى حد كبير القوى الإستعمارية الأوروبيّة مع تشكيل النظام التعليمي الكنسي. في المناطق الإستعمارية الإسبانية في الأمريكتين، قد تم تأسيسها الجامعات الرومانية الكاثوليكية في وقت مبكر جدًا (على سبيل المثال جامعة سانتو دومينغو في 1538، وأولى جامعات المكسيك وليما في عام 1551، وفي غواتيمالا في عام 1562، وجامعة بوغوتا عام 1573 وجامعة قرطبة الوطنية في الأرجنتين عام 1613). في الصين، كان المبشرين اليسوعيين أشبه بوكلاء في التربية والتعليم والثقافة الأوروبية (على سبيل المثال كان لهم مساهمات هامة في علم الفلك، والرياضيات، والتكنولوجيا) فضلًا عن مواقعهم كموظفين مدنيين في المحاكم.
منذ القرن الثامن عشر، أدّت أنشطة الطوائف المسيحية المتنافسة في مناطق البعثات إلى تكثيف إنشاء مؤسسات النظام التعليمي المسيحي في آسيا وأفريقيا. حتى يكون للدول الأفريقية والآسيوية نظامهم الخاص من المدارس والجامعات، والمؤسسات التعليميّة المسيحية والتي أدت وظيفة هامة بعضها تعتبر مؤسسات تعليمية مرموقة على مستوى العالم منها جامعة سانت فرنسيس كسفاريوس في بومباي، وجامعة صوفيا في طوكيو، وجامعة دوشيشا ذات الخلفية المشيخية في كيوتو اليابانية.

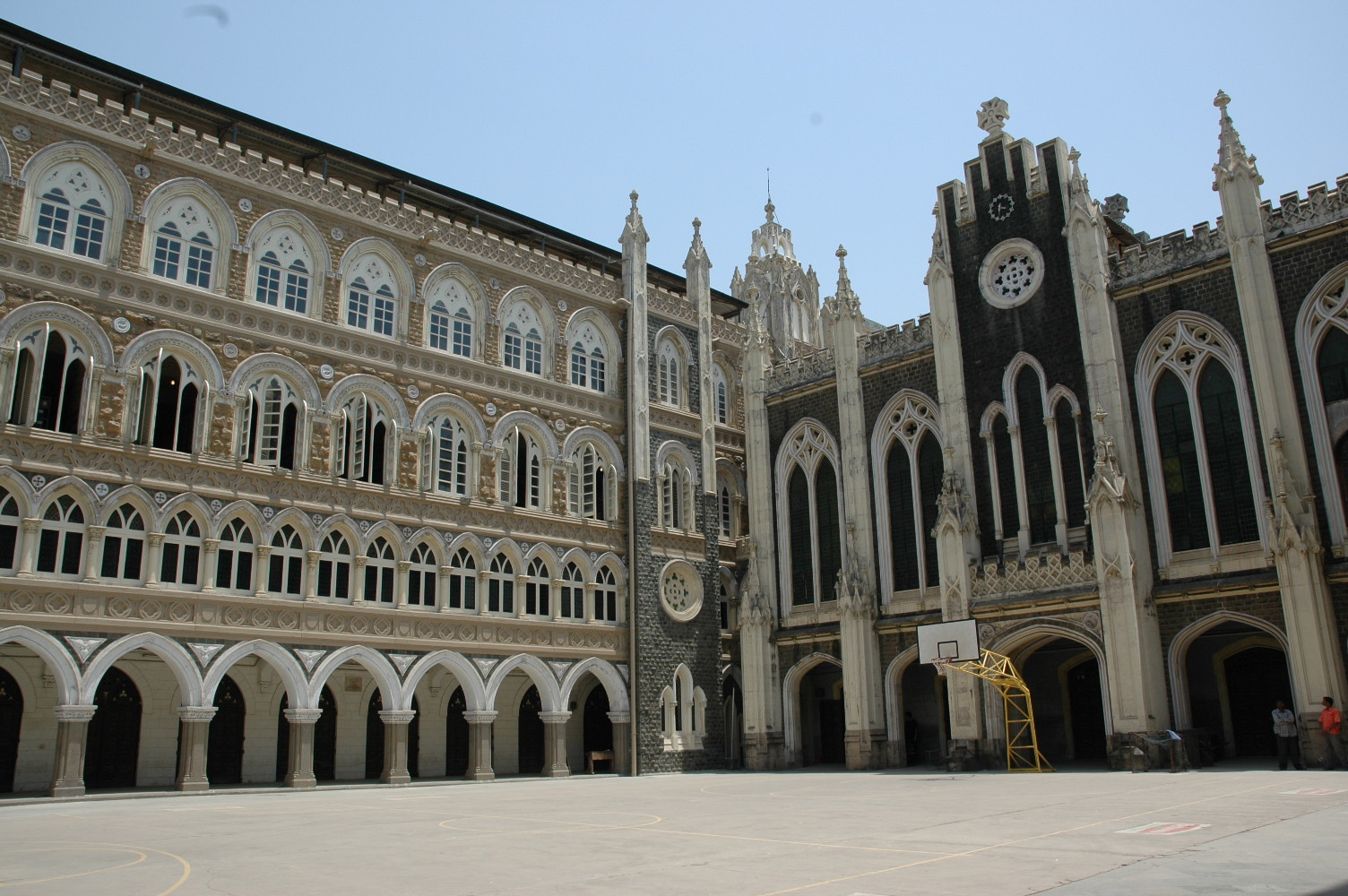
مدخل لمدرسة لويلا الكاثوليكية في الهند.

في أمريكا الشمالية، إتخذ التعليم المسيحي مسارًا مختلفًا. منذ البداية، عملت الكنائس من مختلف الطوائف من خلال إنشاء المؤسسات التعليمية العامة عملًا رائدًا في مجال التعليم. في المستعمرات الإنجليزية، وهي ما ستُعرف وقت لاحق في الولايات المتحدة، أسست الطوائف المسيحية الكليات اللاهوتية لغرض تثقيف رجال الدين ومن ثم الجامعات والتي أنشئت لهدف التعامل مع جميع التخصصات الرئيسية، بما في ذلك علم اللاهوت، وغالبًا ما كان التعليم من وجهة نظر مذهبية. تأسست جامعة هارفارد عام 1636 وجامعة ييل عام 1701 على يد رجال دين من الطائفة البروتستانتية الأبرشانية، قي حين تأسست كلية وليام وماري في عام 1693 كمؤسسة أنجليكية. ازداد عدد الجامعات البروتستانتية خلال القرن 19 منها على سبيل المثال، الجامعة الميثودية الجنوبية، في دالاس والجامعات الكاثوليكية (على سبيل المثال، جامعة نوتردام) والكليات (على سبيل المثال، كلية بوسطن في ماساشوستس). وبالإضافة إلى ذلك، استندت العديد من الجامعات الخاصة على فكرة المسيحية في التعليم وذلك فقًا لرغبات مؤسسيها.
وقد اضطلع التعليم المسيحي في مجموعة متنوعة من الأشكال. نظام مدارس الأحد هو نظام تعليم مسيحي عالمي يتواجد في جميع الطوائف المسيحية. لا يزال هذا التأثير واضح للعيان فمثلًا في كل من أستراليا ونيوزيلندا يدرس حوالي 11% من الطلاب في مدارس كاثوليكية وفي الهند تملك الكنيسة الكاثوليكية وحدها حوالي 25,000 مدرسة. في بعض البلدان، تعتبر الكنيسة المزود الرئيسي للتعليم وأحيانًا أخرى يكون نظامها التعليمي أفضل من الحكومي. في الوقت الحاضر، لدى الكنيسة الكاثوليكية شبكة كبيرة من المدارس وعددها 125,016 وتمتلك أكبر تنظيم تعليمي غير حكومي في العالم. يظهر تأثير وأهمية التعليم في عدد من المجتمعات المسيحية من خلال نسبتهم في المؤسسات الأكاديمية على سبيل المثال في هونغ كونغ وفقًا لإحصاء جامعة هونغ كونغ، هناك ما يقرب من 24.3% من طلاب الجامعات هم من المسيحيين وذلك اعتبارًا من العام الدراسي 2010/2011 على الرغم من أنهم يشكلون 10% من السكان، في إسرائيل مثلًا تبلغ نسبة المسيحيون من الطلاب العرب المتعلمين في الجامعات الإسرائيلية 40% مع انهم يشكلون 9% من المواطنين العرب في إسرائيل. يُذكر أن 7 دول ذات أغلبّية مسيحية من أصل 10 تتربع على قائمة الدول العشرة الأكثر تعليمًا في العالم من حيث نسبة السكان الحاصلين على شهادة جامعية والتي أعدتها منظمة التعاون والتنمية الاقتصادية.

## الجامعات

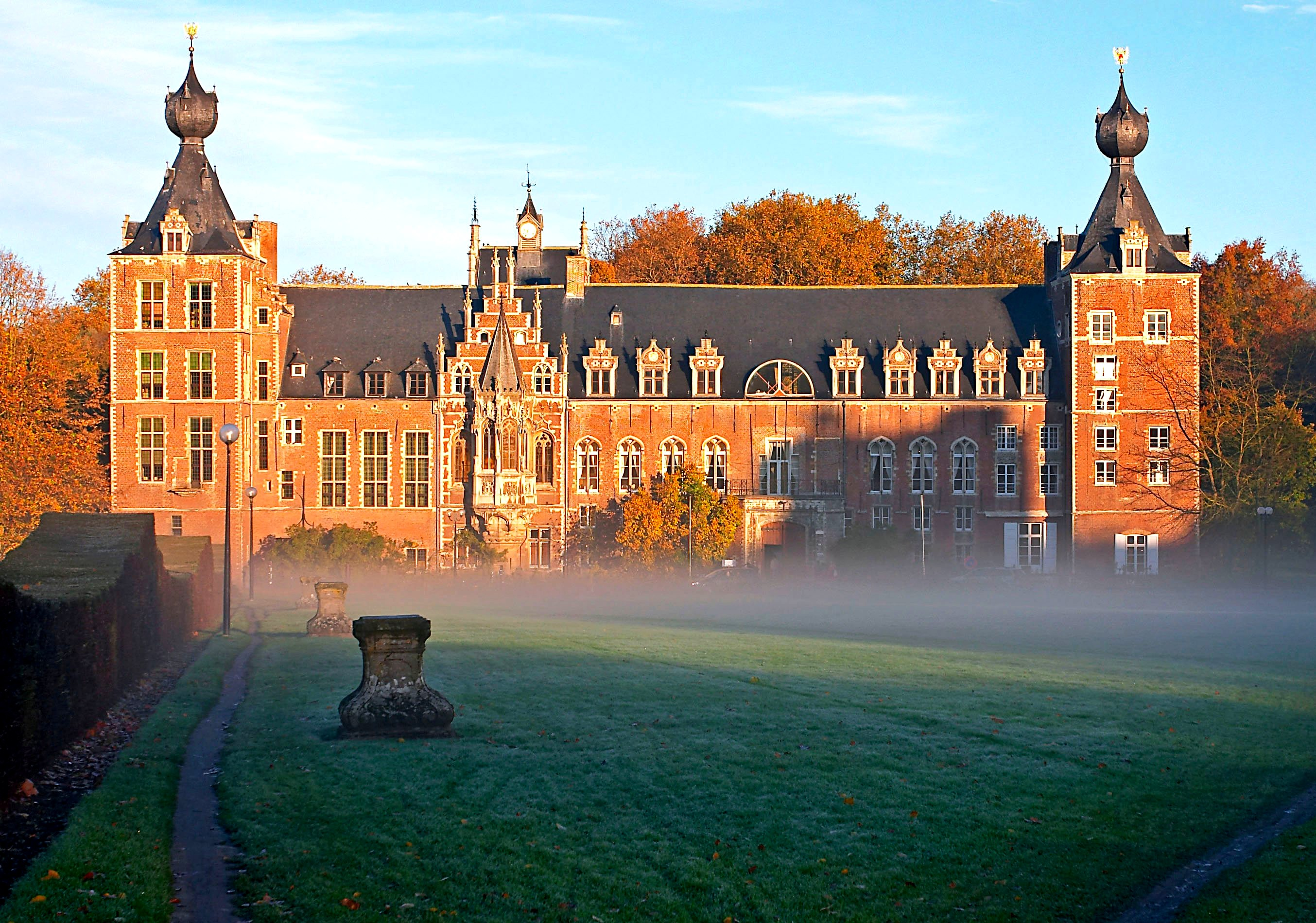
جامعة لوفان الكاثوليكية، تعتبر اواحدة من أفضل الجامعات الكاثوليكية في العالم.

تعود عمومًا الجامعة كمؤسسة للتعليم العالي إلى القرون الوسطى ويشير الباحثين إلى كون الجامعة ذات جذور مسيحية. فقبل قيامها رسميًا، عملت العديد من الجامعات في العصور الوسطى لمئات السنين كمدارس المسيحية ومدارس رهبانية، وعلّم فيها الرهبان والراهبات، كذلك تعتبر منح الشهادة الجامعية بعد إنهاء التعليم نتاج مسيحي. ويرى المؤرخ جيفري بلايني أن الجامعة أصبحت سمة مميزة للحضارة المسيحية.
أوائل الجامعات التي أرتبطت بالكنيسة الكاثوليكية بدأت كمدرسة كتدرائية أو مدرسة رهبانية ثم سرعان مإنفصلت مع زيادة عدد الطلاب ومن هذه الجامعات كانت جامعة بولونيا، جامعة باريس، جامعة أوكسفورد، جامعة مودينا، جامعة بلنسية، جامعة كامبردج، جامعة سالامانكا، جامعة مونبلييه، جامعة بادوفا، جامعة تولوز، جامعة نيو اورليانز، جامعة سيينا، جامعة بودابست، جامعة كويمبرا، جامعة روما سابينزا وجامعة جاجيلونيان في كراكوف وشغل نسبة كبيرة من رجال الدين والرهبان المسيحيين مناصب كأساتذة في هذه الجامعات، كان يتم التدريس فيها كافة المواضيع كللاهوت والفلسفة والقانون والطب والعلوم الطبيعية. وقد وضعت هذه الجامعات تحت رعاية الكنيسة الكاثوليكية عام 1229 على إثر وثيقة بابوية.

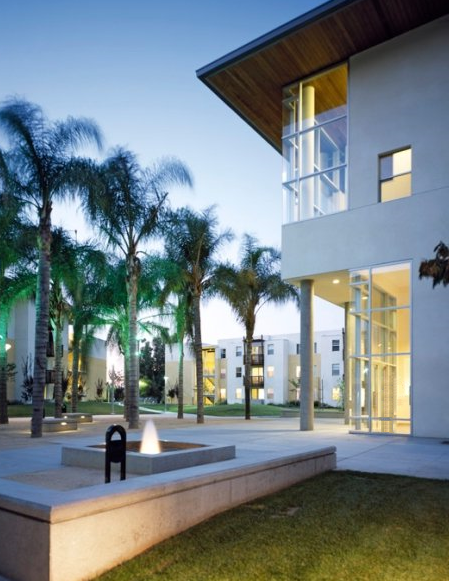
بيوت للطلبة الجامعيين، في كاليفورنيا، تملكها منظمة أوبوس داي.

وكان عدد الجامعات الأوروبية غداة الإصلاح البروتستانتي قد إزداد بشكل كبير إذ أن التنافس الكاثوليكي-البروتستانتي في بناء الجامعات والمؤسسات التعليمية، أدى إلى انتعاش ورفع المستوى في التعليم والعلوم والفكر.
ولا يقتصر هذا الأمر على أوروبا ففي الولايات المتحدة عدد من الجامعات المرموقة ذات خلفية مسيحية خاصًة البروتستانتية، وبعضها من جامعات رابطة اللبلاب، منها جامعة هارفارد التي تأسست على يد القس البروتستانتي جون هارفارد وجامعة ييل التي تأسست على يد مجموعة من رجال الدين البروتستانت وجامعة برنستون التي أرتبطت بالكنيسة المشيخية الأمريكية. وجامعة بنسلفانيا التي أسسها رجال دين من الكنيسة الأسقفية والميثودية وجامعة كولومبيا التي أرتبطت بالكنيسة الأسقفية وجامعة براون التي أسستها الكنيسة المعمدانية أمّا كلية دارتموث فقد أسسها القس الأبرشاني إلياعازر ويلوك كجامعة تبشيرية وجامعة ديوك التي أسسها رجل الأعمال واشنطن ديوك وأرتبطت تاريخيًا ورسميًا ورمزيًا مع الكنيسة الميثودية، كذلك فان أولى الجامعات في أمريكا اللاتينية تأسست على يد الكنيسة الكاثوليكية أقدمها جامعة سانيا كروز في المكسيك وجامعة توما الأكويني في جمهورية الدومنيكان وجامعة سان ماركوس الوطنية في البيرو وهي أقدم مؤسسة تعليم عالي في العالم الجديد، تأسست في 12 مايو 1551 وجامعة قرطبة الوطنية في الأرجنتين وهي من أقدم الجامعات في قارة أمريكا الجنوبية حيث تأسست عام 1613.
تمتلك اليوم كافة الكنائس المسيحية جامعات خاصة بها، تأتي في المقدمة الكنيسة الكاثوليكية والتي تملك 1,358 جامعة حول العالم. عدد من هذه الجامعات يعتبر من أفضل جامعات العالم مثل جامعة لوفان في بلجيكا، والتي حسب التصنيف الأكاديمي تحتل بين أفضل 100 جامعة في العالم، وجامعة جورجتاون وجامعة النوتردام وجامعة يونيفرسيداد بونتفشالي كاتوليكا دي تشيلي في سانتياغو وتتصدر المركز الثاني بين 100 جامعة في أمريكا اللاتينية وذلك وفقاً للتصنيف للتصنيف الأكاديمي لجامعات العالم. وكلية بوسطن في الولايات المتحدة وجامعة نافارا في إسبانيا ويملكها الأوبوس داي وتعتبر من أفضل جامعات أوروبا، كذلك يُعرف الأوبوس داي بامتلاك عدد كبير من مساكن للطلاب الجامعيين خاصًة في إسبانيا والبرتغال وأمريكا اللاتينية، وتعرف أيضًا الجامعات اليسوعية الكاثوليكية بمستواها التعليمي والأكاديمي العالمي، لا يقتصر وجود الجامعات على الكنيسة الكاثوليكية فقط، فالكنائس البروتستانتية والأرثوذكسية تمتلك أيضًا عدد كبير من الجامعات.

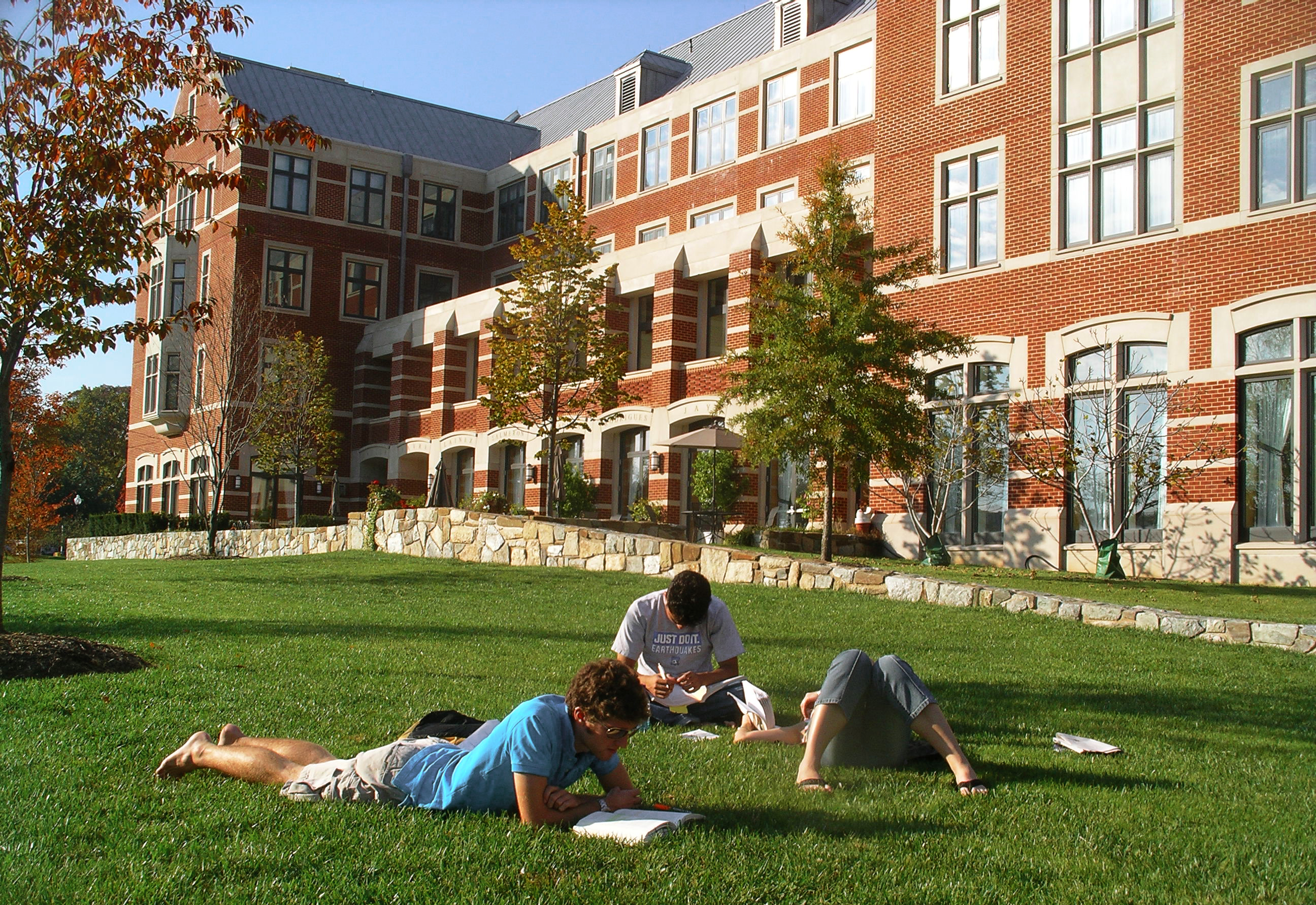
جامعة جورجتاون، وتعتبر إحدى أفضل وأعرق جامعات الولايات المتحدة.
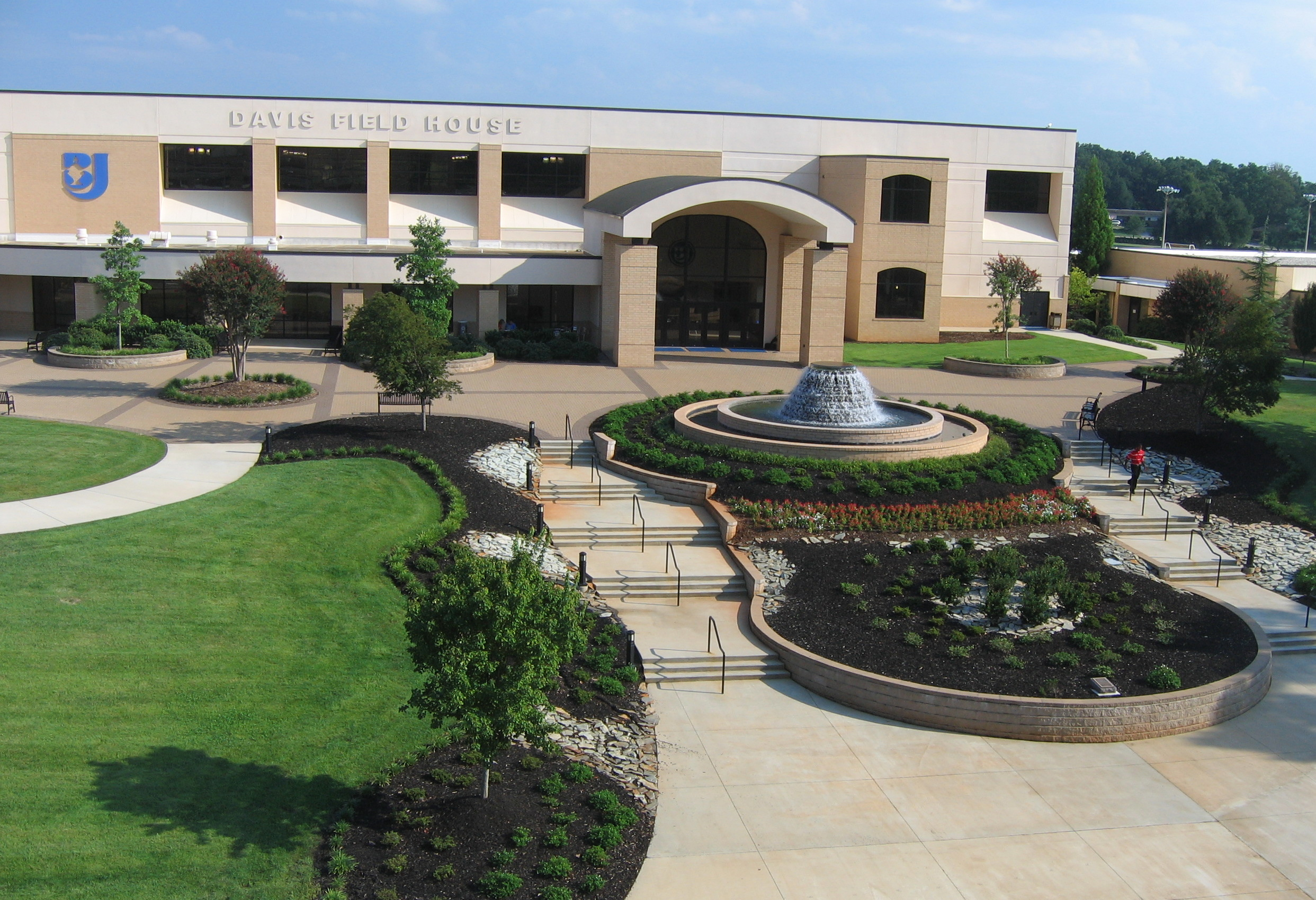
جامعة بوب جونز البروتستانتية، وهي أكبر جامعة بروتستانتية في اميركا الشمالية.
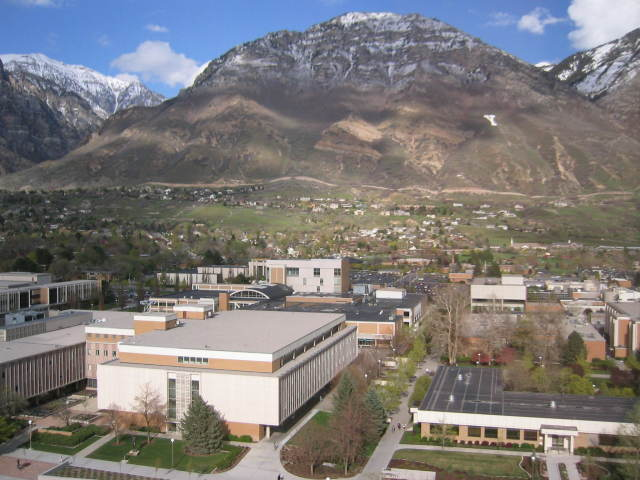
جامعة بريغام يونغ التابعة إلى كنيسة يسوع المسيح لقديسي الأيام الأخيرة، وهي أكبر جامعة دينية في الولايات المتحدة.
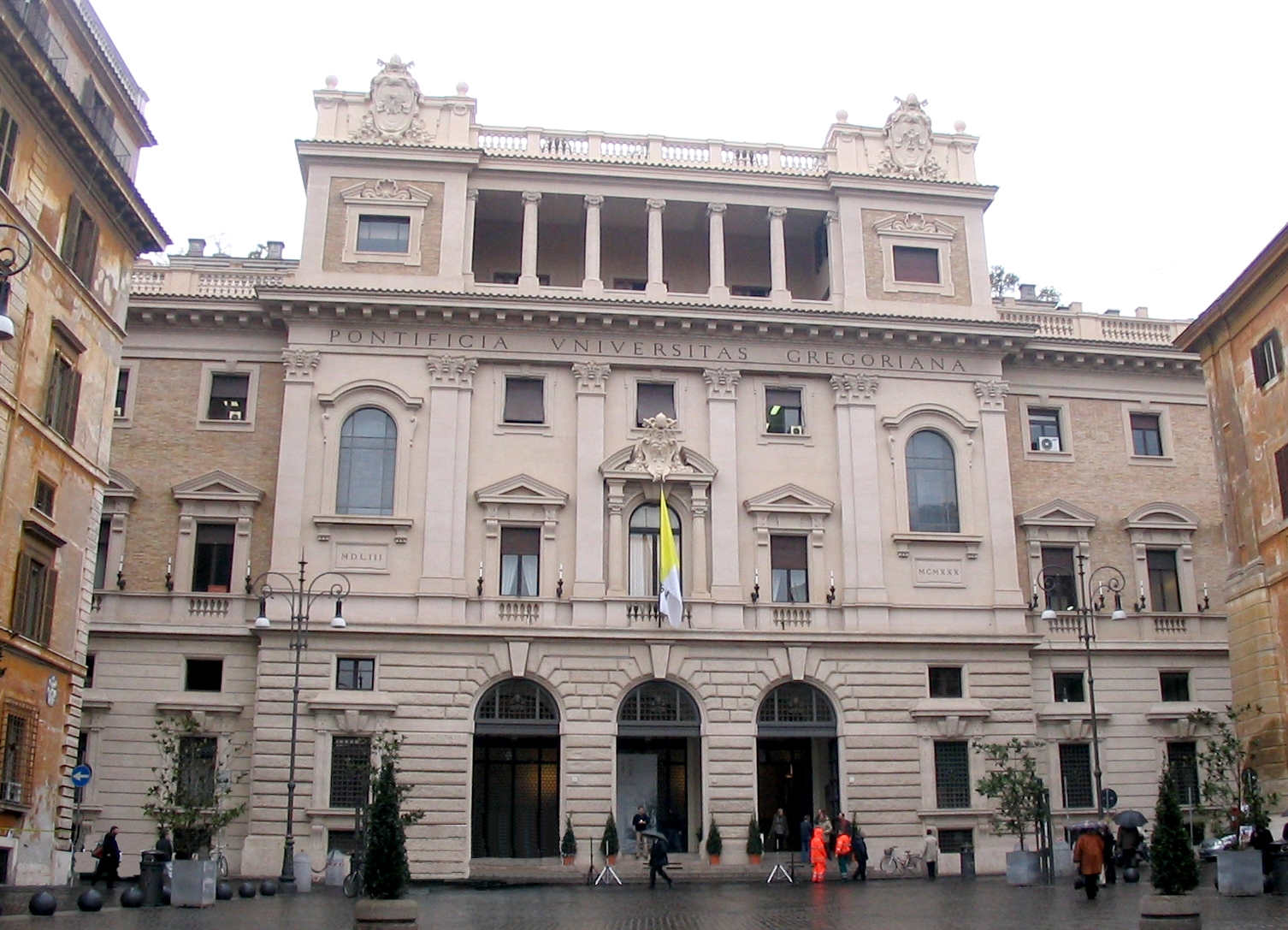
الجامعة الغريغورية الحبرية في روما، وهي إحدى الجامعات التي تتبع الفاتيكان مباشرًة.
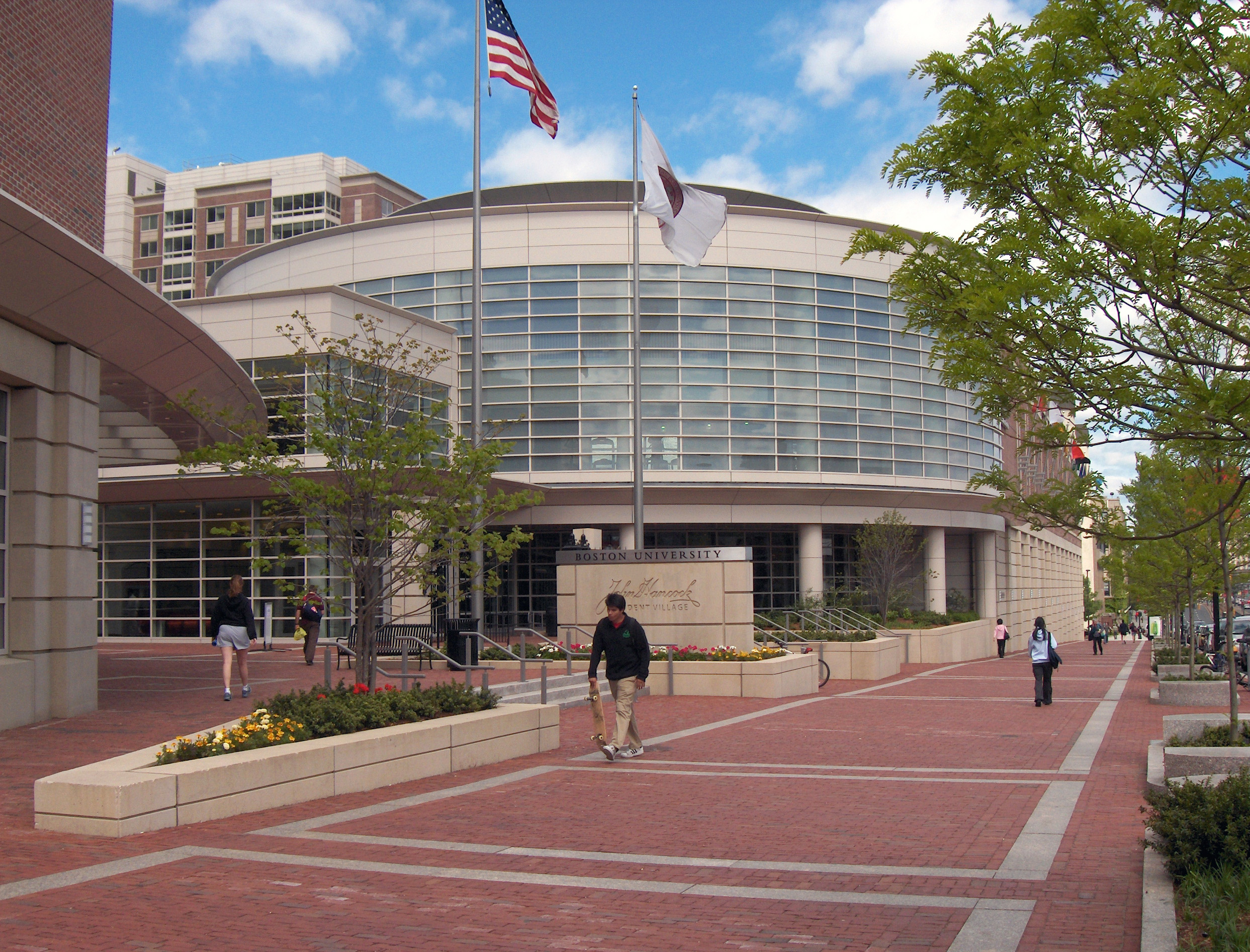
جامعة بوسطن، وترتبط بالكنيسة الميثودية، وهي رابع أكبر جامعة خاصة في الولايات المتحدة الأمريكية.